# Блакитний квандонг
Блакитний квандонг, або Синє мармурове дерево, або Блакитна фіга (Elaeocarpus angustifolius) — деревна рослина родини Elaeocarpaceae, що росте в Австралії, в основному в Квінсленді і Новому Південному Уельсі.

## Опис
Плід рослини блакитного кольору, 2-3 см діаметром. Насіння міститься в міцній раковині, на ньому є глибокі звивини. Завдяки раковині воно не перетравлюється в травному тракті казуарів і інших тварин, що грає важливу роль в поширенні рослини.